# دایسوکه شیما
دایسوکه شیما (انگلیسی: Daisuke Shima؛ زادهٔ ۲۲ مهٔ ۱۹۶۴) خواننده، بازیگر اهل ژاپن است.